# Triptognathus baicalicus
Triptognathus baicalicus är en stekelart som först beskrevs av Kokujev 1927.  Triptognathus baicalicus ingår i släktet Triptognathus och familjen brokparasitsteklar. Inga underarter finns listade i Catalogue of Life.